# Alianza de Centro (Alemania)
La Alianza de Centro (en alemán: Allianz der Mitte, ADM) fue un partido político alemán. Se autodefinía como un partido centroderechista y conservador, y contaba con asociaciones estatales en cuatro estados. El ADM se fusionó el 14 de enero de 2012 con el Partido Conservador Alemán.
Según su propio informe anual, el ADM tenía 142 miembros el 31 de diciembre de 2010, el 31 de diciembre de 2011 tenía 104 miembros.

## Ideología
El objetivo declarado de la ADM era asegurar el estado de bienestar para las generaciones futuras y pagar la enorme deuda del sector público. Abogaba por la reducción de escaños en los parlamentos, la reducción del número de los estados federados a la mitad y la privatización de los fondos de la seguridad social (protección de bienes inmuebles por la Ley Fundamental). El partido también pidió la creación de una nueva Constitución.

## Historia
La ADM fue fundada en 2004 como sucesora de la asociación Iniciativa de Jubilados en 2004 en Baden-Württemberg. En consecuencia, la política de pensiones fue una alta prioridad para el partido. La organización inicialmente continuó existiendo como parte del partido pero finalmente se disolvió.

## Resultados electorales
En las Elecciones de Baden-Wurtemberg de 2006, la ADM obtuvo 7.410 votos,  el 0,2 por ciento de los votos válidos.
La ADM intentó participar en las Elecciones al Parlamento Europeo de 2009, pero esta solicitud le fue negada. De igual manera, no pudo participar a nivel nacional en las elecciones federales de Alemania de 2009, pero presentó una lista en Baden-Wurtemberg. Recibió 2.889 votos (0,0%).